# L'endemà
L'endemà (en español: El día siguiente) es una película propagandística española dirigida por Hug Cirici e Isona Passola y producida por Massa d'Or Produccions, que se estrenó el 5 de septiembre de 2014.

## Tema
Según la directora Isona Passola, la película  quiere dar argumentos claros, sólidos, fiables y contrastados, con datos objetivables a favor de la independencia de Cataluña. También se quiere editar una web-serie Les píndoles contra la por con respuestas a preguntas sobre la independencia de Cataluña y sobre factores sociales y económicos. L'endemà es una película documental que se propone aclarar las numerosas dudas de los indecisos.

## Intervenciones
- Jordi Basté
- Germano Belio
- Núria Bosch
- Joan Caball
- Salvador Cardús
- Marcel Coderch
- Manel Esteller
- Ramon Folch
- Guillem López Casasnovas
- Fèlix Martí
- Clara Ponsatí
- Carme Lleva
- Xavier Sala-y-Martín
- Santiago Vidal
- Graham Watson
- Raül Romeva
- Maria Badia
- Ramon Tremosa

## Micromecenazgo
La campaña de micromecenazgo empezó el 5 de febrero a través de la plataforma Verkami. Se consiguió un total de 348.830€ . Ha sido el proyecto que más dinero ha obtenido a través del micromecenazgo de toda Europa y, según Verkami, está entre las películas que más han recogido a través de este tipo de financiación en todo el mundo. A través del micromecenazgo recogieron más del 50 % del coste total de la película (unos 600.000€ en total), también recibieron una importante donación privada del Círculo Catalán de Negocios.
El primer día recibió 625 donaciones. El número de donaciones diario va disminuyendo progresivamente, de forma que en la mayor parte de la campaña (entre el 16 de febrero y el 14 de marzo) la media se sitúa alrededor de las 110 donaciones por día. En total, hubo 8.101 mecenas que sumaron la cantidad de 348.830 €.